# گریسینانا
گریسینانا (به لاتین: Grisignana) یک منطقهٔ مسکونی در کرواسی است که در ایستریا واقع شده‌است. گریسینانا ۶۸٫۴۲ کیلومتر مربع مساحت و ۷۳۶ نفر جمعیت دارد.